# Karl Ferdinand Sandberger
Karl Ferdinand Sandberger (* 8. November 1776 in Besigheim; † 20. Oktober 1856 in Reutlingen) war ein deutscher Verwaltungsbeamter und Oberamtmann, vergleichbar mit einem heutigen Landrat.

## Leben
Karl Ferdinand Sandberger, der Sohn des württembergischen Oberamtmanns Conrad Friedrich Sandberger, machte zunächst eine Ausbildung als Schreiber und war dann neun Jahre lang Stadtschreibereisubstitut in Besigheim und Heidenheim. Schließlich bekleidete er drei Jahre lang das Amt eines Oberamtsaktuars in Besigheim und wurde 1808 Amtmann in Bönnigheim. Sandberger wurde 1823 Oberamtmann und Amtsleiter beim Oberamt Neckarsulm und hatte ab 1838 die gleiche Funktion beim Oberamt Marbach inne. Dort trat er 1843 in den Ruhestand. Karl Ferdinand Sandberger starb am 20. Oktober 1856.